# Steven Kerckhoff
Steven Paul Kerckhoff (* 1952 in Madison (Wisconsin)) ist ein US-amerikanischer Mathematiker, der sich mit hyperbolischen Mannigfaltigkeiten und Teichmüllertheorie befasst.

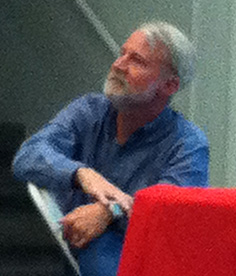
Kerckhoff, Stanford 2010

Kerckhoff wurde 1978 bei William Thurston an der Princeton University promoviert (The asymptotic geometry of Teichmüller space). 1978/79 war er am Institute for Advanced Study und danach an der University of California, Berkeley. Er ist Professor an der Stanford University.
1983 bewies er eine Vermutung von Jakob Nielsen (Nielsen Realisierungs Problem). Sie fragt danach, ob eine endliche Untergruppe der Abbildungsklassengruppe einer Fläche als Isometriegruppe einer hyperbolischen Metrik auf der Fläche realisiert werden kann. Kerckhoff bewies, dass dies möglich ist. Ein vorheriger Beweisversuch von Saul Kravetz von 1959 stellte sich in den 1970er Jahren als fehlerhaft heraus.
Er schrieb mit William Floyd einen großen Teil der einflussreichen Vorlesungen (1978/79) von Thurston Geometry and Topology of 3-Manifolds in Princeton nieder.
Er befasste sich mit dem Ausbau und dem Erbringen strenger Beweise im Thurston-Programm, zum Beispiel bezüglich der hyperbolischen Dehn-Chirurgie von Thurston.
Er war Invited Speaker auf dem Internationalen Mathematikerkongress 1983 in Warschau. 1984 wurde er Forschungsstipendiat der Alfred P. Sloan Foundation (Sloan Research Fellow).
Er ist auch in der Mathematikpädagogik für Schulen in Kalifornien aktiv.
Zu seinen Doktoranden gehört Michael Wolf.

## Schriften
- The geometry of Teichmüller space. Proceedings of the International Congress of Mathematicians, Vol. 1, 2 (Warsaw, 1983), 665–678, PWN, Warsaw, 1984.
- mit Daryl Cooper, Craig D. Hodgson Three-dimensional orbifolds and cone-manifolds (mit Nachwort von Sadayoshi Kojima), Mathematical Society of Japan Memoirs 5. Mathematical Society of Japan, Tokyo, 2000
- The Nielsen realization problem. Bull. Amer. Math. Soc. (N.S.) 2 (1980), no. 3, 452–454.
- The Nielsen realization problem. Ann. of Math. (2) 117 (1983), no. 2, 235–265.
- mit Howard Masur, John Smillie Ergodicity of billiard flows and quadratic differentials, Ann. of Math. (2) 124 (1986), 293–311.
- mit Thurston Noncontinuity of the action of the modular group at Bers' boundary of Teichmüller space, Invent. Math. 100 (1990), 25–47
- mit Hodgson Rigidity of hyperbolic cone-manifolds and hyperbolic Dehn surgery, J. Differential Geom. 48 (1998), 1–59.
- mit Hodgson: Universal bounds for hyperbolic Dehn surgery. Ann. of Math. (2) 162 (2005), no. 1, 367–421.